# 池田励一
池田 励一（いけだ れいいち、1981年7月19日 - ）は、日本の空間デザイナー。
株式会社REIICHI IKEDA DESIGNの代表取締役。商・住空間における、建築・インテリア・プロダクトまで、国内外で多岐にわたるデザイン・ディレクションを行う。

## 人物・来歴
滋賀県甲賀郡甲西町（現・湖南市）で生まれる。2004年大阪芸術大学デザイン学科卒業後、2004年に間宮吉彦氏のもと、店舗や住宅など建築・インテリアデザインを師事。その後、乃村工藝社など企業での活動を経て、2012年に建築デザインスタジオ「REIICHI IKEDA DESIGN」を設立する。 2023年には、自身初プロデュースとなるヘアサロン「LAAN」を大阪市内にオープン。 大阪芸術大学非常勤講師も務めている。
主なプロジェクトとして、電子部品会社「ROHM 東京ビジネスセンター」、製薬会社「日本新薬 京都本社KOKU」、京都の宿泊型ミュージアム「BnA Alter Museum HOTEL」北海道発のチーズタルトブランド「BAKE」、吉田カバンを展開する「KURA CHIKA TACHIKAWA」、中国佛山の「8b DOLCE Foshan」、兵庫県神戸市の「MERICAN BARBERSHOP」などがある。

## 主な受賞
・Wallpaper/Smart Space Awards 2024/winners（イギリス）

・iF DESIGN AWARD 2023 Interior Architecture/winner（ドイツ）

・A’Design Award & Competition 2023/BRONZE AWARD（イタリア）

・FRAME AWARDS 2023/April's Prize（オランダ）

・FRAME AWARDS 2023/shortlist（オランダ）

・KUKAN DESIGN AWARD 2023/longlist（日本）

・JID AWARD 2022/Interior Space/入選（日本）

・KUKAN DESIGN AWARD 2022 Office Space/Shortlist（日本）

・CS DESIGN AWARD 2012/準グランプリ（日本）

・Asia Pacific Interior Design Awards 2012 Shopping Spa/Excellent（香港）

・Asia Pacific Interior Design Awards 2012 Leisure&Entertainment Space/Excellent（香港）

　他

## 主な作品
・2012年 Martagon / 大阪

・2012年 Not Wonder Store / 大阪

・2012年 IRO / 大阪

・2012年 FICC kyoto office / 京都

・2013年 野菜とごはん ノブキチ/ 滋賀

・2013年 IKKORYU FUKUOKA RAMEN / フィリピン マニラ

・2013年 Nietzsche  /大阪

・2014年 MOOL hair / 大阪

・2014年 REINE / 大阪

・2015年 HAIR LOUNGE Ryoji Sakate / インドネシア ジャカルタ

・2015年 MERICAN BARBERSHOP / 兵庫

・2015年 OMIYAGE SHOP by POURTON DE MOI @ SHIBUYA PARCO / 東京

・2016年 8b DOLCE  / 中国 仏山

・2016年 KURA CHIKA by POTER TACHIKAWA / 東京

・2016年 F / 静岡

・2016年 ときすし / 大阪

・2017年 DMOARTS PRODUCED by FM802 / 大阪

・2017年 BIZOUX OSAKA / 大阪

・2018年 BAKE CHEESE TART SHAPO FUNABASHI / 千葉

・2018年 HARVEST DAYS / 京都

・2019年 AETHER GINZA / 東京

・2019年 BnA Alter Museum / 京都

・2019年 火山麺蔵 / 中国 仏山

・2019年 HOUSE IN OKAZAKI / 京都

・2021年 HOUSE IN TAMATSUKURI / 大阪

・2021年 NIPPON SHINYAKU-KOKU / 京都

・2021年 ROHM tokyo business center / 東京

・2022年 HOUSE IN JINSEKI / 広島

・2023年 LAAN / 大阪

・2023年 HOUSE IN FUKUYAMA / 広島

・2023年 HOUSE IN YOKOSUKA / 神奈川

・2024年 3D SNAP / 東京

　他

## レクチャー・展示
・「商店建築」創刊60周年記念・大阪セミナー（中之島中央公会堂）2016年

・「Takara Business Creation Awards 2019」審査員 （タカラベルモント）2019年

・JAPAN SHOP 2024「注目される空間デザイナー33人展/U45」（東京ビックサイト）2024年

・インスタレーション展 「空間の欠片（かけら）」（CASSINA IXC OSAKA）2024年